# Kaarlo Kalliala
Kaarlo Lauri Juhani Kalliala, född 3 november 1952 i Helsingfors, är en finländsk teolog och biskop.
Kalliala är gift med pastor Eija Kalliala, född Ilkka. År 1977 prästvigdes han i Vasa och blev teologie licentiat i dogmatik 1982. Han har studerat den romersk-katolske teologen Karl Rahners teologi.
Kalliala har varit präst i Alahärmä i Södra Österbotten och Kaskö i Österbotten 1977-1978. Åren 1979-1982 tjänstgjorde han som assistent i dogmatik vid Helsingfors universitet. Han arbetade som sjömanspräst i Rotterdam 1983-1989. Åren 1989-1998 tjänstgjorde han i Åbo och S:t Karins och därefter vid Åbo domkapitel. Kalliala valdes till biskop i Åbo stift den 28 oktober 2010 och tillträdde 2011. Han gick i pension i januari 2021.
Biskop Kalliala är intresserad av diakoni och religionsdialog. Han har varit ordförande i:
- Evangelisk-lutherska kyrkans kommitté för diakoni och själavård 2012-2016
- Arbetsgruppen för kyrkan och islam 2014-2016
- Kyrkans diakonidelegation 2017-2020
- Kyrkans kommitté för religionsmöten 2017-2019

Han har också varit medlem av the European Council of Religious Leaders (ECRL) från 2011 till 2020 och RESA-forumet rfs (Religionernas samarbete i Finland) vice ordförande 2013-2017 och ordförande från 2017 till 2019.